# 不器用
『不器用』（ぶきよう）は、LoVendoЯの2枚目のミニアルバム。2014年4月23日にUP-FRONT WORKSから発売された。

## 収録曲

### DVD
1. 不器用 (MUSIC VIDEO)[注 2]
2. むせび泣く (MUSIC VIDEO)[注 2]
3. 人生マニアック (LIVE@LIQUIDROOM 2013.12.26)
4. 思うがままを信じて (LIVE@LIQUIDROOM 2013.12.26)
5. BINGO (LIVE@LIQUIDROOM 2013.12.26)

### CD
1. 不器用
作詞：飯田茉椰　作曲：石井健太郎　編曲：宮永治郎
  - 2013年12月のライブツアーから「Real」として披露されていた楽曲の歌詞、アレンジが変更されたもの[4]。
2. むせび泣く
作詞：中島卓偉　作曲：魚住有希　編曲：宮永治郎
  - ミュージック・ビデオの中で表示されている歌詞の字幕は、メンバーの直筆[5]。
3. 880円
作詞：多辺早希　作曲：青谷夢　編曲：板垣祐介
4. BINGO
作詞：唐沢美帆　作曲：原一博　編曲：原一博、宮永治郎
5. だけどもう一度 それでももう一度
作詞・作曲：中島卓偉　編曲：宮永治郎
  - 中島卓偉のカバー。中島がコーラスとして参加している。

## クレジット

### ミュージシャン
- Lead Vocal & Harmony Vocal: 田中れいな / 岡田万里奈
- Guitar & Chorus: 魚住有希 / 宮澤茉凜
- Bass,12st.Guitar,A.Guitar & Programming: 宮永治郎 (M-1,2,4,5)
- Bass & Programming: 板垣祐介 (M-3)
- Drums: 山内優
- Organ: HASIE (M-2)
- Chorus: 中島卓偉 (M-5)

### レコーディング
- Recording Engineers: WACKY, YANA, HIRAKI, MATSUI
- Mix Engineers: WACKY (M-1,2,4,5), YANA (M-3)
- Mastering Engineer: 酒井秀和 (Sony Music Studio)

### DVD
ミュージック・ビデオ
- Director: 戸塚富士丸
- Cameraman: MAKOTO TAJIMA

ライブ・ビデオ
- Director: 奥藤祥弘
- Edit: NOZOMU NAKAJIMA

### ライブサポート・ステージ
- Drums: 小林香織
- Bass: 林束紗
- Sound Engineer: MASAAKI"B-saku"SATO (MSI JAPAN)
- Instrument Technician: 伊藤直樹 (SoundCrew)
- Lighting Plan & Operator: 大槻宣和 (LIGHTING BIG1)

### ブックレット・メイク
- Design: YASUHIRO SHIRAHATA (NPC)
- Photographer: TOSHIMITSU KODA
- Coordination: MASAHIRO OHASHI (NPC)
- Hair & Make-up: RYOKO ICHIKAWA, MINEKO KATO
- Styling: JUNKO FUJII

## イベント
- ミニライブ&握手会（2014年4月22日：ららぽーと豊洲、23日：タワーミニ ダイバーシティ東京 プラザ店、24日：マルイシティ渋谷、25日：タワーレコード福岡店、5月17日：イオンモール熱田）[注 3]